# Omicron reguloide
Omicron reguloide är en stekelart som beskrevs av Giordani Soika 1978. Omicron reguloide ingår i släktet Omicron och familjen Eumenidae. Inga underarter finns listade i Catalogue of Life.